# Moerasspireabladpokgalmug
De moerasspireabladpokgalmug (Dasineura ulmaria) is een muggensoort uit de familie van de galmuggen (Cecidomyiidae). De wetenschappelijke naam van de soort is voor het eerst geldig gepubliceerd in 1847 door Bremi.